# Labradorsko more
Labradorsko more rubno je more sjeveroistočnoga dijela Atlantskoga oceana, smješteno između poluotoka Labradora i Grenlanda. Izvor je Labradorske hladne morske struje u sklopu Sjevernoatlantske obrtajuće struje, najvećeg sustava turbiditnih struja u Atlantiku. Postanak mora vezuje se uz razmicanje Sjevernoameričke i Grenlandske litosferne ploče s početkom u paleocenu, tijekom narednih dvadesetak milijuna godina.

## Vanjske poveznice
|  | Zajednički poslužitelj ima još gradiva o temi Labradorsko more |